# جي إم سي همر إي في
جي إم سي همر إي في (بالإنجليزية: GMC Hummer EV)‏هي سيارة طرق وعرة،سيارة فارهة،كهربائية قادمة من إنتاج شركة جي إم سي المملوكة لشركة جنرال موتورز.تم إطلاق السيارة عبر بث حي في أكتوبر 2020.
سيتم إطلاق نسخة النصف نقل والsuv في 2021.